# Eurypleuron cinereum
Eurypleuron cinereum är en fiskart som först beskrevs av Smith, 1955.  Eurypleuron cinereum ingår i släktet Eurypleuron och familjen nålfiskar. Inga underarter finns listade i Catalogue of Life.